# Biblia pentapla

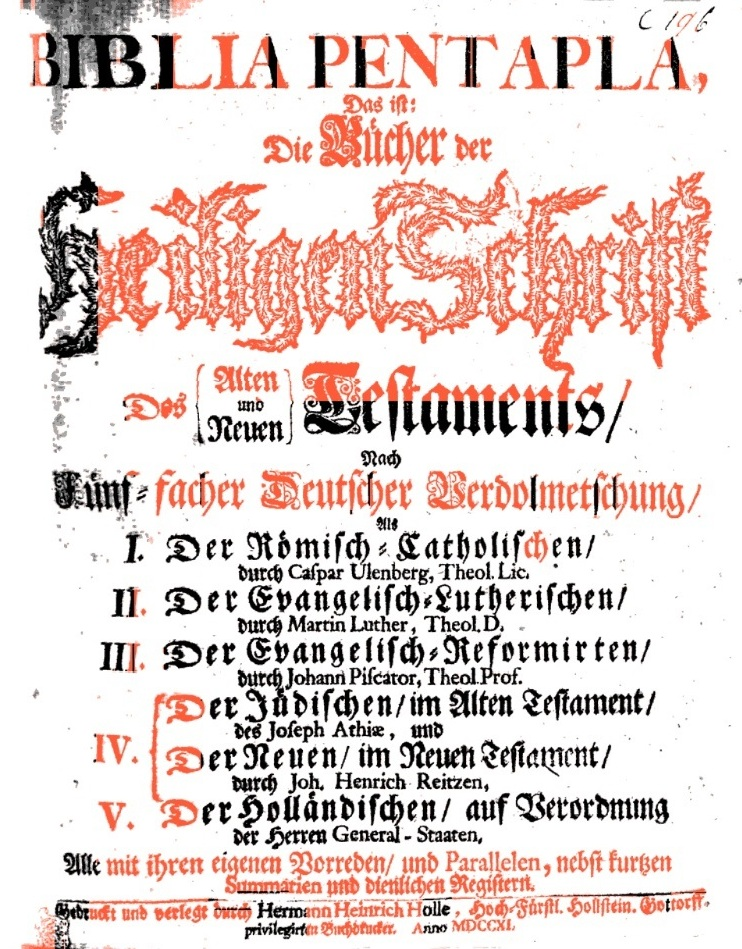
Biblia pentapla, Titelseite

Die Biblia pentapla (griechisch-lateinisch „fünffache Bibel“) ist eine Bibelausgabe, die in drei Bänden 1710, 1711 und 1712 bei Hermann Heinrich Holle in Wandsbek und Schiffbek gedruckt und verlegt wurde. Sie enthält die biblischen Bücher, synoptisch nebeneinandergestellt, in „fünffacher deutscher Verdolmetschung“, worunter auch eine jiddische und eine niederländische Übersetzung begriffen werden. Mitten im konfessionellen Zeitalter stellt sie Bibelfassungen katholischen, lutherischen, reformierten und sogar jüdischen Ursprungs mit ihren originalen Vorreden im Druckbild gleichberechtigt nebeneinander. Der – ungenannte – Urheber des Werks war Johann Otto Glüsing, ein kirchenkritischer protestantischer Theologe und Gichtelianer.

## Bibelversionen der Pentapla
Die drei reichsrechtlich anerkannten Konfessionen, die römisch-katholische, die lutherische und die reformierte, gebrauchten jeweils eigene Bibelübersetzungen: die katholische Kirche neben der lateinischen Vulgata vor allem die Übersetzung Caspar Ulenbergs, die lutherische Kirche diejenige Martin Luthers, die reformierte Kirche überwiegend die Übersetzung Johannes Piscators sowie in den Niederlanden die Staatenbibel. Die Lutherbibel hatte in den Territorien Augsburgischen Bekenntnisses nahezu kanonische Bedeutung.
Im jüdischen Synagogengottesdienst wurde der Tanach auf Hebräisch verlesen. Die ersten vollständigen Übersetzungen der Heiligen Schrift ins Jiddische erarbeiteten Jekutiel Blitz und Josel Witzenhausen fast gleichzeitig in Amsterdam. Witzenhausens Version erschien 1678 bei Josef Athias und erlangte in der Folgezeit weite Verbreitung.
Johann Henrich Reitz, der wie Glüsing von pietistischen Voraussetzungen zu separatistischen, das verfasste Kirchentum ablehnenden Positionen gelangt war, gab 1703 eine eigene Übersetzung des Neuen Testaments heraus, die in der Pentapla die „neue“ genannt wird.

## Theologisch-kirchlicher Hintergrund
Glüsing gab allen Versionen die zum Teil umfangreichen Vorreden aus ihren Originalausgaben bei, soweit vorhanden, außerdem die jeweiligen Querverweise, dazu dem Neuen Testament einen eigenen „kurzen Begriff des Neuen Bundes, welchen Gott durch Jesum Christum mit uns Menschen gemachet“; darin beschreibt er Christusnachfolge als ständige Übung der Weltentsagung. 
Zum Gebrauch der Pentapla sagt er im „allgemeinen Vorbericht“:
Die Pentapla konnte in den streng lutherischen norddeutschen Territorien nicht erscheinen. Der Grund war zum einen die Relativierung, die die Lutherbibel in der Nebeneinanderstellung mit anderen Übersetzungen erfuhr, zum anderen der Appell Glüsings an das autonome Urteil des gläubigen Lesers unabhängig von theologischer Ausbildung, Kenntnis der Ursprachen, kirchlicher Beauftragung und Bekenntnisbindung. Darin musste die orthodoxe Geistlichkeit einen gefährlichen Schritt zur Subjektivierung und Individualisierung des Glaubens sehen. Der Wandsbeker Pastor Michael Berns nannte die Biblia pentapla einen „Greuel“.
Liberaler war die Atmosphäre in den unter dänischer Hoheit stehenden nordelbischen Gebieten. Hermann Heinrich Holle druckte und verlegte dort. Die Widmung der Pentapla ist an Christian August von Schleswig-Holstein-Gottorf gerichtet. Dennoch bleibt Glüsing als Urheber ungenannt.